# Vasilis Rapanos
Vasilis Rapanos (griechisch Βασίλης Ράπανος, auch Vassilis Th. Rapanos, * 1947 in Kos) ist ein griechischer Wirtschaftswissenschaftler. Er war als Finanzminister in der Regierung des Ministerpräsidenten Andonis Samaras vorgesehen, trat sein Amt aus Krankheitsgründen aber nicht an.

## Leben
Während der Militärdiktatur engagierte sich Rapanos im Widerstand, er wurde 1969 festgenommen und verbrachte vier Jahre in griechischen Gefängnissen.
Rapanos studierte Betriebswirtschaftslehre und Wirtschaftswissenschaften an der Wirtschaftsuniversität Athen (damals Wirtschaftshochschule Athen - Ανωτάτη Σχολή Οικονομικών και Εμπορικών Επιστημών). Dort schloss er die Ausbildung im Jahr 1975 ab; er erwarb 1977 den Master in Economics an der Lakehead University in Kanada und promovierte 1982 an der Queen’s University in Kanada.

## Laufbahn
Er arbeitete am Zentrum für Planung und ökonomische Forschung (KEPE) in Griechenland, zunächst als wissenschaftlicher Mitarbeiter und später als Forscher. Seit 1992 lehrte er an der Universität Athen Ökonomische Analyse und Öffentliche Wirtschaft. Seine Forschungsinteressen lagen im Bereich der Steuern, der Rolle des Staates in der Wirtschaft und der Finanzen der Europäischen Union.
Neben seinen wissenschaftlichen und Forschungsaktivitäten war Rapanos in verschiedenen Positionen für den griechischen Staat tätig, so als Berater des Ministeriums der Finanzen, als Leiter der Ständigen Vertretung Griechenlands bei der Europäischen Union und Stellvertreter des Ständigen Vertreters der Mission von Griechenland bei der OECD. Von 1995 bis 1998 war er zunächst stellvertretender Gouverneur und dann Gouverneur der Nationalen Hypothekenbank von Griechenland, bis die Bank 1998 mit der National Bank of Greece fusionierte. Im Zeitraum 1998 bis 2000 war er Vorsitzender des Vorstandes der OTE. Von 2000 bis 2004 war er Vorsitzender des Rates der wirtschaftlichen Berater im Ministerium für Wirtschaft und Finanzen. Ferner war er Präsident des Nationalen Verbandes der griechischen Banken und zuletzt Vorstandsvorsitzender der NBG. Bei der Bildung einer Koalitionsregierung aus Nea Dimokratia, PASOK und Dimokratiki Aristera wurde er als parteiloser, jedoch der PASOK nahestehender Fachmann zum Finanzminister ernannt.
Auf dem Weg zu seiner vorgesehenen Vereidigung als Finanzminister erlitt Rapanos am 22. Juni 2012 einen Schwächeanfall und wurde in ein Krankenhaus eingeliefert. Nach weiteren drei Tagen entschied er sich, das Ministeramt nicht anzutreten. Hinter seinem Rückzug wurden auch politische Gründe vermutet.
Rapanos hatte im Jahr 2011 in einer wissenschaftlichen Veröffentlichung harte Kritik an der griechischen Finanzpolitik geübt.

## Veröffentlichungen
- Joint Production and Taxation, 1992
- Technological Progress, Income Distributi-on, and Unemployment in the Less Developed Countries, 1992
- The Incidence of the Corporation Income Tax Under Variable Returns to Scale
- Economies of Scale and the Incidence of the Minimum Wage in the Less Developed Countries, 1995
- Trade Unions and the Incidence of the Corporation Income Tax, 1995
- Technical Change in a Model with Fair Wages and Unemployment, 1995
- The Effects of Environmental Taxes on In-come Distribution, 1995